# نیومار

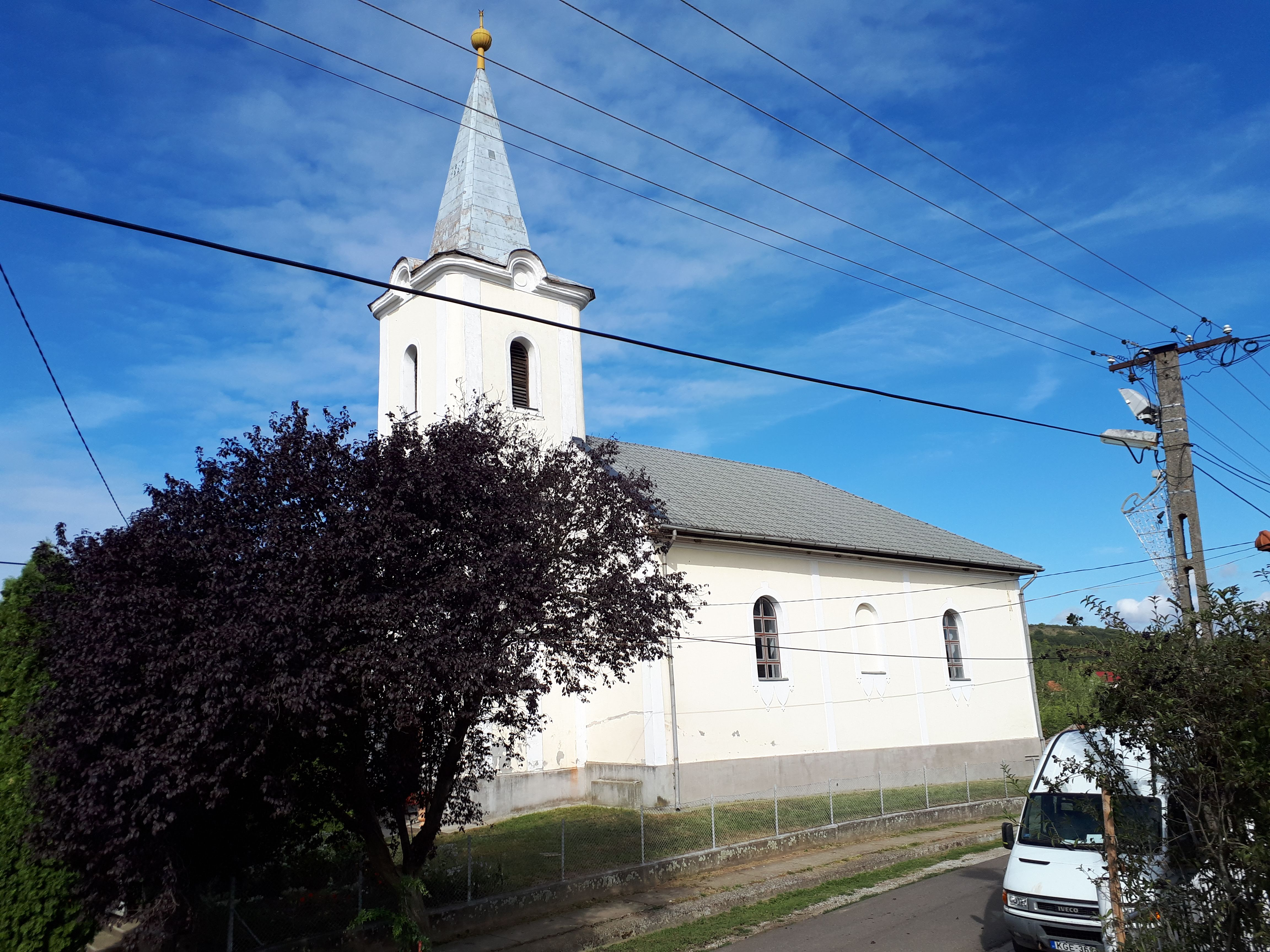
یک ساختمان مسکونی در نیومار.

نیومار (به مجاری:  Nyomár) یک منطقهٔ مسکونی در مجارستان است که در ناحیه ادلنی واقع شده‌است.